# Masi San Giacomo
Masi San Giacomo is een plaats (frazione) in de Italiaanse gemeente Masi Torello.